# چولپان (شهرستان میاکینسکی، باشقیرستان)
چولپان (انگلیسی: Chulpan, Miyakinsky District, Republic of Bashkortostan) یک شهرک در شهرستان میاکینسکی استان باشقیرستان کشور روسیه است.